# Mpondwe
Mpondwe est une localité du sud-ouest de l'Ouganda frontalière de la république démocratique du Congo. Elle se trouve dans la région Ouest du pays, dans le district de Kasese.

## Situation
Mpondwe se trouve dans les monts Rwenzori, à la frontière de la république démocratique du Congo (RDC). Elle forme une municipalité avec une localité située juste à l'est, Bwera.
Mpondwe est à environ 61 km de route au sud-ouest de Kasese, le chef-lieu du district et à environ 432 km de route à l'ouest de la capitale Kampala.

## Population
En 2002, le recensement national a évalué la population de Mpondwe à 12 050 personnes. En 2010, le bureau ougandais des statistiques (UBOS) l'a estimée à 16 100 personnes. En 2011, UBOS a évalué la population en milieu d'année à  16 700 personnes. Le recensement national d'août 2014 a enregistré 51 018 personnes.

## Poste-frontière
La route Transafricaine 8 Lagos-Mombasa passe par Mpondwe. C'est un des trois postes-frontières les plus actifs entre l'Ouganda et la république démocratique du Congo (les deux autres sont Goli (en), dans le district de Nebbi, et Bunagana (en), dans celui de Kisoro). C'est le plus important des trois en termes de volume d'échanges,.
En mars 2018, The Independent (en) a rapporté que le gouvernement ougandais avait obtenu un prêt de 14 millions de dollars américains pour faciliter le commerce transfrontalier. Le gouvernement, par l'intermédiaire du Ministère du commerce, de l'industrie et des coopératives et du Ministère du travail et des transports, en collaboration avec d'autres intervenants, prévoit d'utiliser ces fonds pour construire un poste-frontière unique (One Stop Border Post, OSBP) et une zone d'exportation frontalière à Mpondwe. L'OSBP a été officiellement ouvert le 17 avril 2109 par le président ougandais Yoweri Museveni.

## Centres d'intérêts
Ces édifices se trouvent en ville ou à proximité :
- Bureaux de l'administration fiscale ougandaise[7] ;
- Hôpital général de Bwera (en) - un hôpital public de 120 lits géré par le ministère ougandais de la santé ;
- Marché central de Mpondwe ;
- Bureaux du conseil municipal de Mpondwe-Bwera ;
- Poste-frontière entre l'Ouganda et la république démocratique du Congo[7] ;
- Zone d'exportation frontalière de Mpondwe (en cours de développement)[8].

## Personnalité
- Crispus Kiyonga (en) - Médecin et homme politique. Ambassadeur d'Ouganda en Chine et ancien ministre de la défense. Il est né à Mpwonde et conserve une maison dans la région. Il a aussi été membre du parlement pour la circonscription[9].